# Кусії
Кусії́ — село в Україні, у Городнянській міській громаді Чернігівського району Чернігівської області. Населення становило 192 осіб на кінець 90-х. До 2017 орган місцевого самоврядування — Переписька сільська рада. 
Станом на 2015 рік населення близько 60 чоловік, молодших за 17 років — менше 10.
Біля села розташований ботанічний заказник місцевого значення «Кусіївська Дача».

## Історія
12 червня 2020 року, відповідно до розпорядження Кабінету Міністрів України № 730-р від «Про визначення адміністративних центрів та затвердження територій територіальних громад Чернігівської області», село увійшло до складу Городнянської міської громади.
Село дуже швидко вимирає. Цьому посприяло досить сильно те, що так і не було зроблено асфальтову дорогу. Наявна є ґрунтовою і під час дощів її неможливо використовувати. Із села в сусіднє село Деревини їздить на велосипеді лише один учень. Шкільний автобус через відсутність дороги по нього не приїздить. Про цей факт писала обласна газета «Чернігівський вісник» у 2013 році.
19 липня 2020 року, в результаті адміністративно-територіальної реформи та ліквідації Городнянського району, село увійшло до складу Чернігівського району.

## Населення
Згідно з переписом УРСР 1989 року чисельність наявного населення села становила 379 осіб, з яких 135 чоловіків та 244 жінки.
За переписом населення України 2001 року в селі мешкали 192 особи.

### Мова
Розподіл населення за рідною мовою за даними перепису 2001 року:
| Мова       | Кількість | Відсоток |
| ---------- | --------- | -------- |
| українська | 187       | 97.40%   |
| російська  | 3         | 1.56%    |
| білоруська | 2         | 1.04%    |
| Усього     | 192       | 100%     |